# 길쌈

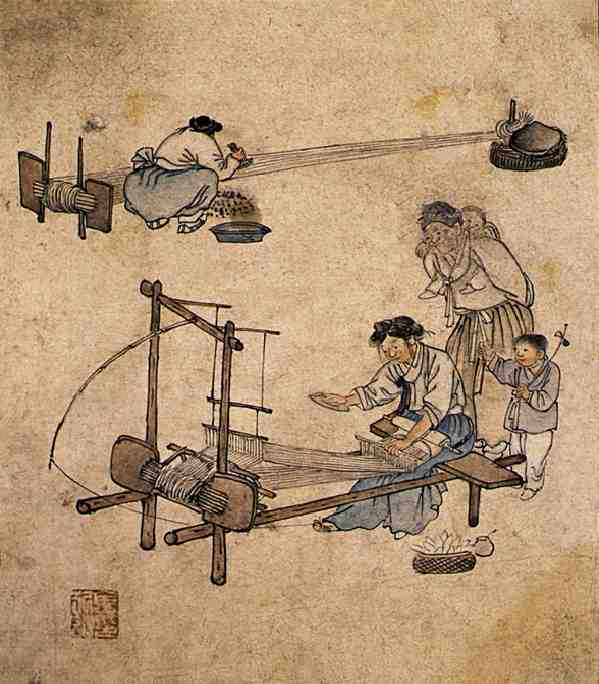
김홍도 풍속화중 길쌈

길쌈이란 옛날에 누에고치·삼·모시·목화 등의 섬유를 가공하여 명주·삼베·모시·무명 등의 피륙을 짜던 일을 말한다.
동예·마한 등에서 시작된 길쌈은 삼국시대 때 기술이 크게 향상되었다. 특히 신라 때에는 해마다 7월 15일부터 8월 15일 한가위 때까지 두 편으로 갈린 부녀자들이 길쌈내기를 하였다고 한다. 무명길쌈은 고려 말 문익점이 목화씨를 들여온 이후부터 시작되었으며, 삼베나 명주·모시보다 짜기 쉽고 옷감도 튼튼하여 널리 보급되었다고 한다. 부녀자들은 길쌈을 할 때 베틀가·물레노래·상사기노래 등 길쌈노래를 불러 자신의 속마음을 표현하였다.